# Muttley
Muttley é um personagem ficcional de desenho animado da Cartoon Network Studios, sucessora da Hanna-Barbera, criado por Iwao Takamoto e dublado originalmente (em inglês) por Don Messick (que também fez a dublagem original do Scooby-Doo); atualmente, ele é dublado (em inglês) por Billy West.

## Personalidade
Muttley, um rafeiro (vira-lata, no Brasil), apareceu, pela primeira vez, na Corrida Maluca (ou Corridas Loucas em Portugal), em 1968, como camarada de um vilão grosseiro, mas incompetente, e terrivelmente propenso a acidentes denominado Dick Vigarista (Dick Detestável, em Portugal). Enquanto Dick foi criado como o equivalente do Professor Fate do filme dos anos 1960 The Great Race, interpretado pelo ator Jack Lemmon (mas com visual inspirado no ator Terry-Thomas, no filme Those Magnificent Men in Their Flying Machines), Muttley espelhava outro personagem do filme, Max Meen, interpretado pelo ator Peter Falk. Dick e Muttley foram colocados juntos em várias séries posteriores da Hanna-Barbera como vilões desastrados.
O aniversário de Muttley é 15 de abril, conforme visto num episódio das "Máquinas Voadoras", Sappy Birthday.
Muttley não fala realmente; seus principais exemplos de fala são sua risadinha característica – um riso asmático (emitido usualmente às custas de Dick) – e um resmungo rancoroso em sotto voce contra um Dick antipático ou azedo (geralmente acompanhado de expressões pouco inteligíveis e nada elogiosas). Don Messick usou a risadinha característica de Muttley para o personagem Griswold num episódio de Manda-Chuva bem como para outro personagem canino de Hanna-Barbera, o Precious Pupp ("Xodó da Vovó" no Brasil), muitos anos mais tarde. Ele também o reutilizou no gato Sebastian de Alexandra Cabot em Josie e as Gatinhas em 1970.
Muttley usava apenas uma coleira na Corrida Maluca, mas em Máquinas Voadoras ele vestia um uniforme de aviador estilo I Guerra Mundial, e serviu como um ás da aviação na "Esquadrilha Abutre", ao lado de Dick e de outros dois pilotos. Nesta série derivada, ele também ostentava muitas medalhas, das quais era particularmente afeiçoado, e constantemente exigia novas de Dick por seguir suas ordens (com outra frase típica do personagem: "Medalha! Medalha! Medalha!"). Paralelamente, Dick frequentemente arrancava medalhas do peito de Muttley como punição por sua incompetência. Quando recebia uma nova medalha, Muttley abraçava-se feliz da vida, dava um salto no ar e descia leve como uma pena. Essa brincadeira é quase idêntica ao comportamento de Snuggles, um cão que aparecia na série do Pepe Legal em fins dos anos 1950 e Scooby Doo no programa A Pup Named Scooby Doo, quando ganhava um biscoito canino.
Também em Máquinas Voadoras Muttley ganhou a habilidade de voar por um curto período, girando sua cauda como se fosse uma hélice, habilidade frequentemente utilizada para salvar Dick Vigarista, quando este gritava: "Muttley, faça alguma coisa!". Esta característica também se mostrava útil quando ele estava perto de colidir. 
Muttley também teve uma série de curta duração, The Magnificent Muttley, onde vivia fantasias no estilo Walter Mitty.
Muttley é algumas vezes confundido com o personagem Mumbly, conhecido no Brasil como "Rabugento, o cão detetive", um cão investigador que perseguia criminosos utilizando seus sentidos caninos e dirigia um carro velho. Mumbly parecia-se muito com Muttley e tinha uma risada similar, mas Mumbly tinha pelo cinza e usava um sobretudo, sendo uma paródia do detetive que dava nome à série Columbo que, assim como o personagem que inspirou Muttley, também foi interpretado pelo ator Peter Falk, daí a semelhança entre os personagens. Ironicamente, Mumbly revelou-se mais tarde como o capitão do vilanesco Really Rottens ("Os Rabugentos", no Brasil) no Ho-Ho-Límpicos junto com seu mestre, "The Dread Baron" (o "Barão Negro" no Brasil, uma alusão ao Barão Vermelho) que lembra o Dick Vigarista. Ambos os personagens, (The Dread Baron e Mumbly) apareceram posteriormente no filme para TV Yogi Bear and the Magical Flight of the Spruce Goose.
Uma versão anterior do personagem Muttley/Mumbly apareceu num longa metragem de 1964 da Hanna-Barbera intitulado Hey There, It's Yogi Bear!. Este Muttley protótipo ("Mugger") é um cão mesquinho de um circo itinerante, que tem uma inclinação por morder a perna de seus donos. O personagem pode ter sido inspirado no personagem "Precious Pupp" do programa da Formiga Atômica, que era conhecido por rir do mesmo modo. Muttley e seu mestre voltaram no Vídeo-game da Corrida Maluca, com Billy West dublando o cão.
Freqüentemente, quando Muttley resmungava em Máquinas Voadoras, Dick Vigarista perguntava "O que foi ISSO?", ao que Muttley beijava respeitosamente sua mão.
Muttley e Dick Vigarista também estrelaram como vilões em Yogi's Treasure Hunt, a bordo do submarino S.S. "Dirty Tricks".
"Muttley" é um dos apelidos do ex-piloto de Fórmula 1, Eddie Irvine.

## Muttley em outras línguas
- Dinamarquês: Møghund
- Francês: Diabolo (França)
- Alemão: Promenaden-Pluto; também Meutrich
- Húngaro: Mardel
- Italiano: Muttley ou Borbottone
- Japonês: Kenken (ケンケン)
- Norueguês: Bumly (Noruega)
- Polonês: Balwan ou Muttley (Polônia)
- Português: Muttley ou Rabugento
- Galego: Paspán
- Sérvio: Draguljce or Dragoljupce (Sérvia)
- Espanhol: Patán/Pulgoso (Espanha, México)
- Turco: Degerli (Turquia)
- Sueco: Gegga (Suécia)

### Em português
- «Máquinas Voadoras» em Central RetrôTV. Acessado em 1 de julho de 2007.